# Freifunk
Freifunk.net (нем. "Свободное радио") - некоммерческое волонтерское сообщество поддержки независимых беспроводных сетей в Германии. Freifunk.net - часть международного движения открытых беспроводных сетей.
Для поддержки быстрого развертывания открытых сетей, Freifunk предоставляет специальную прошивку OpenWrt. С этой прошивкой сравнительно просто создавать новые беспроводные mesh-сети, используя подключение ad-hoc и передачу данных, основанную на протоколах OLSR или B.A.T.M.A.N.. На странице прошивки можно найти дальнейшую информацию.

## Цели
1. Доступ к информации и знаниям должен быть свободным
2. Никто не должен ограничивать коммуникацию
3. Локальные и всемирные беспроводные и проводные сети должны быть публичными пространствами, как улицы, парки, леса и море.
4. Сети и цифровые инфраструктуры должны быть основаны на свободном и открытом программном обеспечении и открытых стандартах
5. Контролирующие организации, правительства и законодательные органы должны гарантировать обществу основанную на свободных лицензиях информацию о своей деятельности

Источник